# HMS Aubrietia (K96)
«Обрієта» (англ. HMS Aubrietia (K96) — військовий корабель, корвет типу «Флавер» Королівського військово-морського флоту Великої Британії за часів Другої світової війни.
Корвет «Обрієта» був закладений 27 жовтня 1939 року на верфі компанії George Brown & Co. у Гріноку. 5 вересня 1940 року він був спущений на воду, а 23 грудня 1940 року увійшов до складу Королівських ВМС Великої Британії.
За проявлену мужність та стійкість у боях Другої світової бойовий корабель відзначений чотирма бойовими відзнаками.

## Історія служби
У період з 12 січня 1941 року по 13 квітня 1945 року корвет «Обрієта» супроводжував 85 союзних конвоїв.
У 1941 році «Обрієта» входив до складу 3-ї групи супроводу атлантичних конвоїв, що діяла з порту Грінок.
9 травня 1941 року «Обрієта» перебував у складі ескорту конвою OB 318. Корвет забрав одного члена екіпажу з SS Esmond, який був торпедований німецьким підводним човном U-110. Корвет «Обрієта» помітив перископ, а потім виявив за допомогою ASDIC U-110. «Обрієта» попередив інші кораблі ескорту та скинув серію глибинних бомб на ворожий човен. U-110 пішов на глибоке занурення і спочатку зумів пережити початковий удар. Але незабаром до корвета приєдналися есмінці «Бульдог» і «Бродвей», і в результаті комбінованої атаки човен капітан-лейтенанта капітан-лейтенанта Лемпа був змушений спливти на поверхню. Британський командир есмінця «Бульдога» вирішив замість знищення спробувати захопити підводний човен і підтягнути до себе. Уцілілі німці перейшли на британський есмінець, включаючи Лемпа. Втім, коли Лемп усвідомив, що «Бульдог» не збирається затопити його човен, повернувся назад і спробував знищити обладнання разом з кодовими книгами, але загинув у сутичці. Сам U-110 пережив напад, але був серйозно пошкоджений і набирав воду.
Команда Бальма знайшла кодові книги, радіограми, шифри і, що найважливіше, цілісну та непошкоджену машину «Енігма». Екіпаж і гадки не мав, що саме вони захопили. Перед тим, як передати обладнання, «Бульдог» повинен був відійти, залишивши трофейний підводний човен разом з абордажною командою, оскільки він отримав повідомлення про появу іншого підводного човна у цьому районі. Бальм та його люди перебували на борту U-110 більше години до повернення «Бульдога».